# Kalorija
Kalorija je mjerna jedinica za energiju izvan međunarodnog sustava mjera SI. Određena je kao toplina potrebna da se jedan gram vode pri tlaku od jedne atmosfere ugrije za 1 °C. Zbog zavisnosti specifične topline vode o temperaturi postoje različite definicije kalorije. 
Kalorija (cal) definirana pri 15 °C, približno je jednaka 4,1855 džula (J).
Međunarodna kalorija je približno jednaka 4,1868 J, a termokemijska kalorija 4,184 J.
U razgovornome jeziku često se kalorijom naziva kilokalorija (kcal), što je mjera prikladnija za izražavanje energijskog sastava hrane i potreba ljudskoga metabolizma. Na primjer, od stotinu grama riže možemo dobiti oko 130 kcal toplinske energije. 